# Chile na Zimowych Igrzyskach Paraolimpijskich 2010
Reprezentacja Chile na Zimowe Igrzyska Paraolimpijskie 2010 liczyła 2 zawodników, obaj startowali w narciarstwie alpejskim.

## Kadra

### Narciarstwo alpejskie

#### Mężczyźni
- Jorge Migueles - osoby stojące
- Tomas del Villar - osoby na wózkach